# Prvenstvo Hrvatske u vaterpolu za žene 2008.
Prvenstvo Hrvatske u vaterpolu za žene za žene 2008.
Braniteljice naslova iz sezone 2007. su bile vaterpolistice riječkog "Primorja". 
 
Prvenstvo je igrano od siječnja do svibnja 2008., godine, a prvakinje su postale vaterpolistice splitske "Bure". 

## Sudionice
Sudionice su djevojčadi riječkog "Primorja", šibenske "Viktorije", splitska "Bura", dubrovački "Jug", "Gusar" i "Delfin".

## Natjecateljski sustav
Igralo se po dvokružnom liga-sustavu, pri čemu se jedna utakmica igrala na domaćem, a jedna na gostujućem terenu. Za pobjedu se dobivalo dva boda, za neriješeno bod. 

## Završna ljestvica
```
Mj.             Ut Pb  N Pz  RP Bod
1. Bura         10  9  0  1 +32 
18

2. Viktoria     10  7  0  3 +14 
14

3. Jug CO       10  6  1  3 +12 
13

4. Primorje EB  10  4  0  6 + 7  
8

5. Gusar        10  1  2  7 -27  
4

6. Delfin       10  1  1  8 -39  
3
```

U doigravanje za prvakinje su otišle splitska Bura i šibenska Viktoria.

## Doigravanje
| 1. susret: | Split, 3. svibnja 2008.    |  | Bura - Viktoria |  | 9:4  |  | 1-0 (ukupno) |
| 2. susret: | Šibenik, 10. svibnja 2008. |  | Viktoria - Bura |  | 7:10 |  | 0-2 (ukupno) |

- Bura prvak Hrvatske 2008.